# Цёллер, Гуго
Гуго Цёллер (12 января 1852, в окрестностях Шлайдена — 9 января 1933, Мюнхен) — немецкий путешественник, первооткрыватель и журналист.

## Биография
Изучал право, совершил путешествие по странам Средиземноморья. Затем стал журналистом газеты Kölnische Zeitung.
С 1879 года путешествовал по разным регионам мира и писал об этом книги. В 1882 во время британской кампании в Египте был там военным корреспондентом. Затем был отправлен в Западную Африку, чтобы исследовать территории, ранее посещенные Густавом Нахтигалем, а именно Тоголенд и Камерун. В 1884 успешно взошел на гору Камерун (совместно с поляком Штефаном Шольц-Рогозинским). В Камеруне Цёллер открыл реку Батанга, но вскоре после этого заболел и вернулся в Германию.
В 1888 совершил путешествие в Германскую Новую Гвинею, где стал первым европейцем, проникшим вглубь острова, покорил несколько пиков и открыл гору Вильгельм в горах Бисмарка.

## Семья
Его брат Эгон (1847-?1891?) был автором и другом Карла Пирсона.

## Некоторые труды
- Die Deutschen im Brasilischen Urwald — Mit Illustrationen und einer von Dr. Lange gezeichnete Karte. I Band. Verlag von W. Spemann. Berlin und Stuttgart. 1883.
- Die deutschen Besitzungen an der westafrikanischen Küste. 4 Bde. Spemann, Berlin u. a. 1885.
- Deutsch-Neuguinea und meine Ersteigung des Finisterregebirges. Union Dt. Verl.-Ges., Stuttgart u. a. 1891.
- Als Jurnalist [sic] und Forscher in Deutschlands großer Kolonialzeit. Koehler & Amelang, Leipzig 1930.